# Mircea Coșea
Mircea Coșea (n. 9 iunie 1942, Ploiești) este un politician român, membru al Parlamentului European între 1 ianuarie 2007 și decembrie 2007. Mircea Coșea este profesor universitar la ASE din 1995. 
În perioada regimului comunist, Mircea Coșea a fost membru PCR și a colaborat cu Securitatea. Până în 1997 a făcut parte din PDSR iar din iunie 1997 a fost deputat neafiliat. În iunie 1997 a fondat împreună cu Theodor Meleșcanu și Iosif Boda partidul APR, care a fuzionat cu PNL în 2002. Mircea Coșea a fost secretar de stat în guvernul Nicolae Văcăroiu în perioada 28 august 1993 - 11 decembrie 1996. La 1 ianuarie 2007 a devenit membru al Parlamentului European din partea PNL. A făcut parte inițial din grupul parlamentar Alianța Liberalilor și Democraților pentru Europa. În martie 2007 a demisionat din PNL și a aderat la grupul parlamentar naționalist Identitate, Tradiție, Suveranitate, alături de deputații PRM în Parlamentul European. În luna noiembrie 2011, a fost prim-vicepreședinte în cadrul Partidului Ecologist Roman. În legislatura 1996-2000, Mircea Coșea a fost membru în grupul parlamentar de prietenie cu Republica Franceză-Adunarea Națională. În legislatura 2004-2008, Mircea Coșea a fost membru în grupul parlamentar de prietenie cu Marele Ducat de Luxemburg, Japonia și Republica Populară Chineză. 